# Vincent Cespedes

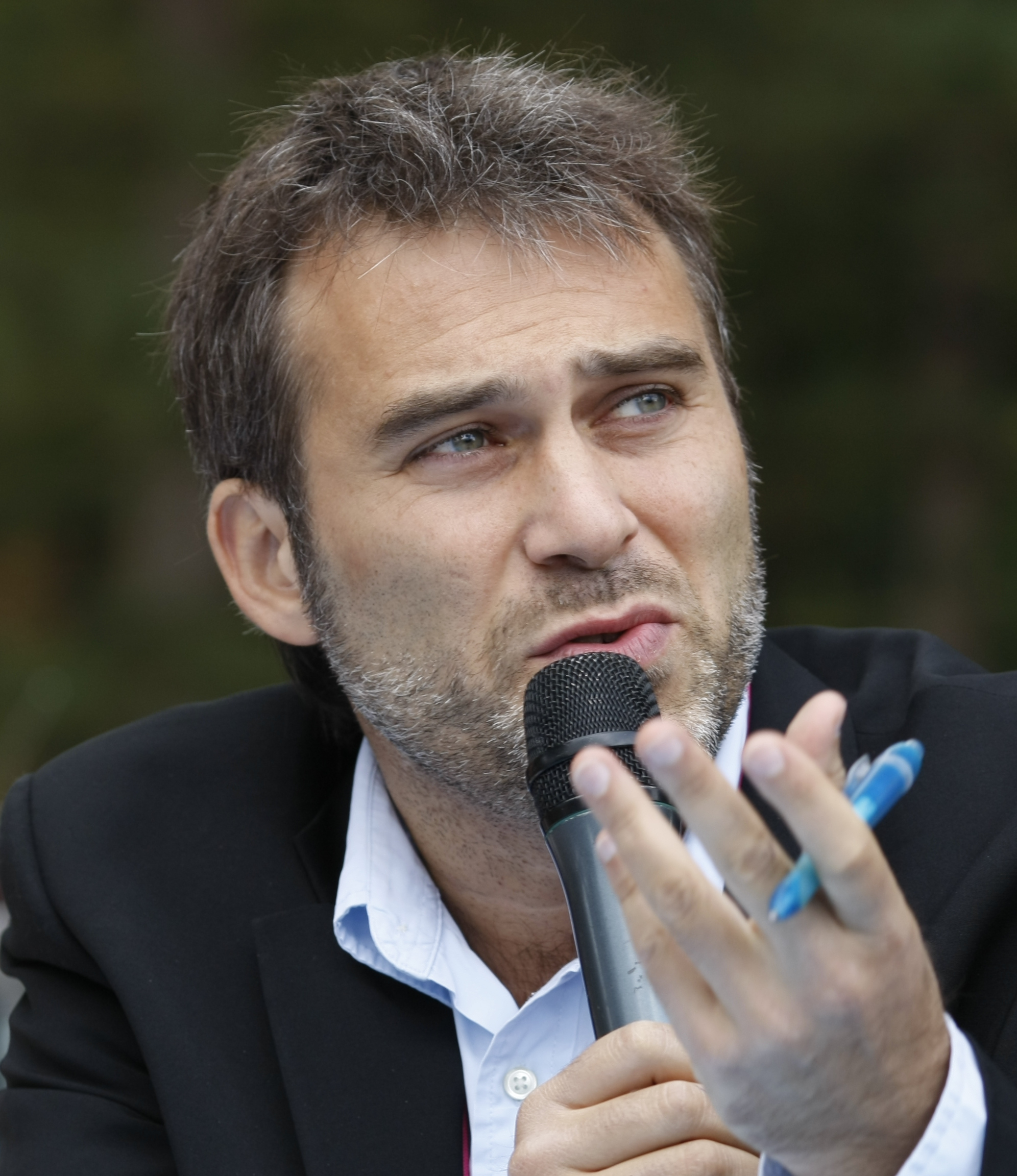
Vincent Cespedes (2009)

Vincent Cespedes (* 14. September 1973 in Aubervilliers) ist ein französischer Philosoph, Komponist und Pianist.

## Wirken
Er ist Autor zahlreicher Essays zu verschiedenen Themen. 2004 brachte er einen Roman über rassistische Vorurteile, Panafrikanismus und Cheikh Anta Diop heraus. Cespedes hält weltweit Vorträge. Seit 2008 ist er verantwortlicher Direktor der Buchreihe "Philosopher" der Éditions Larousse.

## Werke (Auswahl)
- 2001: I Loft You (Mille et Une Nuits)
- 2002: La Cerise sur le béton. Violences urbaines et libéralisme sauvage (Flammarion, ISBN 978-2-08-068336-6)
- 2002: Sinistrose. Pour une renaissance du politique (Flammarion, ISBN 978-2-08-068384-7)[1]
- 2003: Je t'aime. Une autre politique de l'amour (Flammarion)
- 2004: Maraboutés (Fayard)
- 2006: Mélangeons-nous. Enquête sur l'alchimie humaine (Maren Sell)
- 2006: Contre-Dico philosophique (Milan)
- 2007: Mot pour mot. Kel ortograf pr 2m1 ? (Flammarion)
- 2008: Tous philosophes ! 40 invitations à philosopher (Albin Michel)
- 2008: Mai 68, La philosophie est dans la rue ! (Larousse, « Philosopher », ISBN 978-2-03-583683-0)
- 2009: J'aime, donc je suis. À la découverte de votre philosophie amoureuse (Larousse)
- 2009: L'Effet d'un bain